# Silas Marner (film fra 1922)
Silas Marner er en amerikansk stumfilm fra 1922 af Frank P. Donovan.

## Medvirkende
- Crauford Kent som Silas Marner
- Marguerite Courtot som Sarah
- Robert Kenyon som William Dane
- Nona Marden som Sally Oates
- Ricca Allen som Elina Tampscum
- Austin Hume som Jem Rodney
- Anders Randolf som Squire Cass